# Гадарат
Гадарат (*д/н — 230) — цар Аксуму в 200—230 роках.

## Життєпис
Відомий насамперед із написів у Південній Аравії, в яких згадується про нього та його сина Бейга (Бейгата). Його написи є найстарішими збереженими аксумітськими написами абеткою геез. Давніший з них був знайдений в Адді-Галамо в регіонах Атсбі і Дарра на сході регіону Тиграй на півночі Ефіопії. Напис, що згадує Гадарата, є єдиним свідченням його існування із західного боку Червоного моря.
Гадарат вперше згадується в південноаравійських написах як союзник Альхана Нахфана, царя Саби, у написі в Маґраме Білкіс (в Марібі в Ємені), храмі бога місяця Альмака. Спільно з військами Сабейського царства аксуміти задали тяжкої поразки Хадрамауту, захопивши 225 року його столицю Шабву. Вдалося захпоити аравійські міста Тихама, Найра, Маафір, Зафар та частини території Хашиду навколо Химіра на півночі високогір'я 

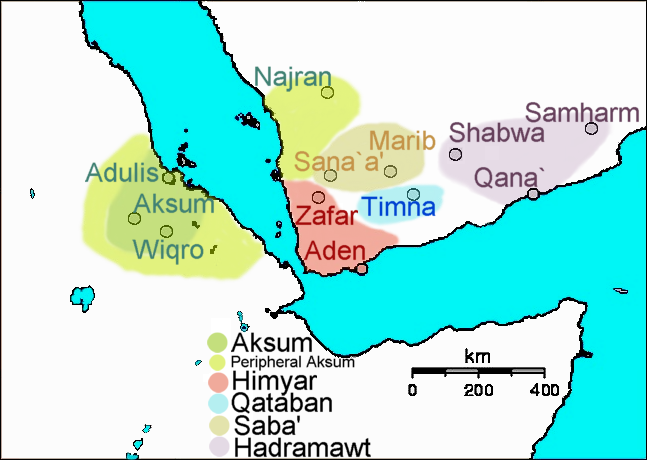
Аксумське царство на момент смерті Гадарату

Нащадок Альхана Нахфана — Шаїр Аутар в другій половині свого панування відмовився від союзу з Аксумом. Причиною цього стало посилення впливу Гадарату в Аравії. В резульатті утворився союз Саби і Хим'яру проти Аксуму. Невдовзі почалася війна, бойові дії відбувалися на півдні Єменського нагір'я. Зрештою Аксум зазнав поразки, втративши можливе мітсо Зафар. Втім бойові дії тривали до самої смерті Гадарату, що сталася близько 230 року.